# 4320p
4320p es un nombre alternativo para la resolución 8K UHDV. El número 4320 representa 4320 líneas horizontales de resolución de pantalla, mientras que la letra p significa barrido progresivo.

## Visión general
Tiene una resolución de 7680 × 4320 píxeles = 33.177.600 (33,1 megapíxeles). Muestra dieciséis veces el número de píxeles que la resolución 1080p de la televisión de alta definición (HDTV) (una norma que también se conoce como Full HD). 

## Historia
- NHK prueba con éxito Super Hi-Vision HDTV (UHDV) 4320p.[2]

### Predecesor
2160p es un nombre alternativo para la resolución 4K UHDV. El número 2160 representa 2160 líneas horizontales de resolución de pantalla, mientras que la letra p significa barrido progresivo.